# Wiktar Babajed
Wiktar Siarhiejewicz Babajed (biał. Віктар Сяргеевіч Бабаед, ros. Виктор Сергеевич Бабаед, Wiktor Siergiejewicz Babajed; ur. 25 czerwca 1950 w Asonowiczach) – białoruski górnik, związkowiec i polityk, od 1995 roku prezes Białoruskiego Niezależnego Związku Zawodowego, od 1998 roku prezes Białoruskiego Kongresu Demokratycznych Związków Zawodowych.

## Życiorys
Urodził się 25 czerwca 1950 roku we wsi Asonowicze, w rejonie dokszyckim obwodu połockiego Białoruskiej SRR, ZSRR. W latach 1969–1971 służył w szeregach Armii Radzieckiej. W latach 1976–1977 pracował jako kierownik robót strzałowych w Centralnej Ekspedycji Geofizycznej w Mińsku. W latach 1977–1991 był mistrzem strzałowym w Zjednoczeniu „Szachspiecstroj” w Soligorsku. W latach 1991–1993 pełnił funkcję wiceprezesa Międzynarodowego Zrzeszenia Górników w Moskwie. W 1994 roku był prezesem Biura Wykonawczego Białoruskiego Kongresu Demokratycznych Związków Zawodowych. Od 1995 roku pełnił funkcję przewodniczącego Białoruskiego Niezależnego Związku Zawodowego. Od 1998 roku był prezesem Białoruskiego Kongresu Demokratycznych Związków Zawodowych. Wchodził w skład partii Białoruska Socjaldemokratyczna Hramada.

## Życie prywatne
Wiktar Babajed jest rozwiedziony. Jest prawosławny.